# Змагання у Долині Фей
«Змагання у Долині Фей» (англ. Pixie Hollow Games) — короткометражний комп'ютерний мультфільм 2011 року, створений студією DisneyToon Studios на основі бренду Disney Fairies. Сюжет заснований на пригодах садових фей Хлої і Розети, що відправилися на грандіозне Змагання у долині фей — спортивні змагання, в яких беруть участь всі команди Небувалії.

## Сюжет
У Нетландії готується Турнір долини фей. Молода фея рослин Хлоя горить бажанням взяти участь, але інші не поділяють її бажання. У першу чергу тому, що феї садів завжди програють у першому ж турі. Але Хлої все одно. За допомогою жереба їй в напарниці вибирають Розетту — фею, яка не любить бруд і панічно цього боїться. У першому турі (стрибки на жабах) вони за рахунок того, що феї здоров'я не дісталися до фінішу, приходять передостанніми і виходять у другий тур. Феї здоров'я вибувають. Перемагають феї тварин, випередивши попередніх переможців турніру — фей грози. Інші феї рослин вражені таким успіхом і повірили в Хлою, але злі на Розетту, адже через неї вони лише передостанні, хоча могли і перемогти. Хлоя захистила Розетту, і в наступних турах вони добре виступили, але в передостанньому випробуванні вони йшли першими і тільки те, що на останньому рубежі туру Розетта не хотіла ковзати по бруду вниз, завадило їм залишитися на вершині п'єдесталу, і вони приходять четвертими. Самозакоханий ельф грози Грім (який і переміг в турі) насміхається з фей рослин і говорить, що ця невдача увійде в історію. Бачачи Хлою, яка більше всіх засмучена, Розетта вирішує виграти турнір. І на останній тур вона придумує план, як виграти. У ході заїзду на саморобних болідах, феї швидкого польоту та зберігачі пилку вибули з заїзду, побажавши скоротити дорогу. На останньому рубежі феї грози були перші, але Розетта за планом повернула на третій зріз дороги — гору бруду. І феї рослин вийшли вперед. Проте Грім, не бажаючи програвати, в тунелі застосовує здібності, і у фей  відлітає колесо. Феї грози приходять до фінішу першими. Розетта і Хлоя засмучені, але все-таки вирішують дійти до фінішу, докочуючи болід власноруч. Вони приходять до фінішу, де Грім вже святкує успіх, але Королева Клеріон оголошує, що перемогли феї рослин. Гуркіт обурений, проте Королева говорить йому, що дістатися до фінішу повинна вся команда. Виявляється, напарниця Грому, яка була вражена його вчинком в тунелі, злізла з боліда до фінішу. Всі радіють: це перша перемога фей садів за багато років. Звичайно ж, Розетта і Хлоя дуже раді своїй перемозі.